# Korjacký autonomní okruh
Korjacký autonomní okruh (rusky: Корякский автономный округ; korjacky: Чав’чываокруг) byla administrativně správní jednotka v Rusku na Dálném východě na severní Kamčatce, než byla sloučena k 1. srpna 2007 s Kamčatskou oblastí za vzniku Kamčatského kraje. Současně se sjednocením byl autonomní okruh přeměněn v Korjacký okruh se zvláštním statusem. Území zabírá 301 500 km². Správním středisko je Palana. Hlavní obživou obyvatelstva je rybolov, rybný průmysl, lov a chov kožešinové zvěře, lov sobů.

## Historie
Okruh byl vytvořen s názvem Korjacký národnostní okruh, jako součást Kamčatské oblasti (která vznikla 20. října 1932), v rámci Dálněvýchodního kraje, v souladu s usnesením prezidia Všeruského ústředního výboru sovětů poslanců pracujících RSFSR z 10. prosince 1930 (usnesení č. 430/s „O organizaci národních sdružení v oblastech obývaných malými národnostmi Severu”).
20. října 1938 by Dálněvýchodní kraj rozdělen na Přímořský a Chabarovský kraj, do kterého by včleněn i Korjacký národnostní okruh. 23. ledna 1956 byla Kamčatská oblast (i s Korjackým okruhem) vyčleněna z kraje jako samostatná oblast RSFSR.
Po roce 1978 byly národnostní okruhy přejmenovány na autonomní okruhy – vznikl tak Korjacký autonomní okruh. Po roce 1993 se autonomní okruhy staly subjekty Ruské federace a mezi Korjackým AO a Kamčatskou oblastí byla uzavřena smlouva o vymezení pravomocí.
V roce 2006 postihlo oblast zemětřesení o síle 7,7 stupňů Richterovy stupnice.
K 1. srpnu 2007 byl okruh sloučen s Kamčatskou oblastí za vzniku Kamčatského kraje.
Současně se sjednocením byl autonomní okruh přeměněn na Korjacký okruh (již bez přízviska autonomní) se zvláštním statusem.

## Symboly

### Vlajka
Vlajka Korjackého autonomního okruhu byla tvořena listem o poměru stran 2:3, se třemi svislými pruhy: krajní jsou zabarveny do jasně modré barvy a mezi nimi je bílý pruh, ve středu kterého je vyobrazena stylizovaná hlava soba polárního v červené barvě. Výsady na paroží jsou však nakresleny chybně, u tohoto druhu sobů jsou pouze na zadní straně.

## Administrativní dělení

### Rajóny
- Karaginský rajón
- Oljutorský rajón
- Pěnžinský rajón
- Tigilský rajón

### Městské útvary
Dne 1. ledna 2007 bylo na území Korjackého autonomního okruhu 33 městských útvarů: 1 městský okruh a 4 městské rajóny, včetně jednoho městského a 27 venkovských sídel:
- městský okruh „osada Palana“
- Karaginský městský rajón
- Oljutorský městský rajón
- Pěnžinský městský rajón
- Tigilský městský rajón

## Obyvatelstvo
Na konci 20. století v okruhu žilo 23 000 obyvatel (Rusové 50 %, Korjaci 27 %, Ukrajinci 4 %, Čukčové 5,5 %, Itelmenové 4,5 % a Evenkové 3 % a další menšiny pod 1 %). Obyvatelstva výrazně ubývá (ještě v roce 1993 zde žilo 38 000 osob), ale podíl původního obyvatelstva se zvyšuje (dnes[kdy?] 40 %). Příkladem mohou být Korjaci, v roce 1993 tvořili 16 %, dnes[kdy?] 25 %. V roce 2005 se zde narodilo 294 osob a 466 zemřelo.